# Проверка на выживание (фильм)
«Проверка на выживание» (англ. Survival Quest) — художественный фильм режиссёра Дона Коскарелли.

## Сюжет
Группе из горожан с разными судьбами и характерами предстоит пройти учебный курс по выживанию под руководством Хэнка в горах Сьерра-Мадре.
Однако там же проводит учения своей полувоенной группы «Синий Легион» Джейк. Постоянные подколки с их стороны и трагическое стечение обстоятельств превращают весёлое времяпрепровождение в настоящую проверку на выживание. Для обеих сторон.

## В ролях
- Лэнс Хенриксен — Хэнк Чемберс
- Марк Ролстон — Джейк Кэннон
- Стив Энтин — Рейдер
- Майкл Аллен Райдер — Харпер
- Пол Провенса — Джоуи
- Бен Хаммер — Хэл
- Доминик Хоффман — Джефф
- Трейси Линд — Оливия
- Дермот Малруни — Грей
- Кэтрин Кинер — Черил
- Кен Дэли — Чеккер

## Съёмочная группа
- Режиссёр: Дон Коскарелли
- Оператор: Дэрин Окада
- Композитор: Фред Майроу, Кристофер Стоун